# کریستین هاوس
کریستین هاوس (ایتالیایی: Kristian House؛ زادهٔ ۶ اکتبر ۱۹۷۹) دوچرخه‌سوار اهل بریتانیا است.
از باشگاه‌هایی که در آن رکاب زده‌است می‌توان به تیم دوچرخه‌سواری وان اشاره کرد.